# Ustrój polityczny Bośni i Hercegowiny
Bośnia i Hercegowina jest państwem federacyjnym, złożonym z dwóch członów: Federacji Bośni i Hercegowiny oraz z Republiki Serbskiej.
Treść konstytucji Bośni i Hercegowiny została ustalona jako załącznik nr 4 do układu pokojowego z Dayton z 21 listopada 1995 roku. Została podpisana w Paryżu 12 grudnia 1995 roku. Widoczny jest wyraźny wpływ amerykańskiej myśli politycznej oraz położenie szczególnego nacisku na zachowanie równowagi pomiędzy udziałem we władzy poszczególnych narodowości zamieszkujących to państwo.

## Prezydium
Prezydium składa się z trzech członków: Boszniaka, Chorwata (wybieranych w powszechnych wyborach bezpośrednich z terytorium Federacji Bośni i Hercegowiny) oraz Serba (wybieranego w taki sam sposób z terenów Republiki Serbskiej). Pierwszych członków Prezydium wybrano na 2 lata, obecnie ich kadencja trwa 4 lata. Dopuszczalna jest jedna reelekcja poszczególnych osób. Członkowie Prezydium wybierają spośród siebie przewodniczącego i zmieniają się w tej roli co 8 miesięcy.

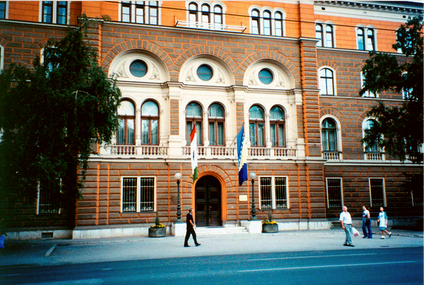
Siedziba Prezydium w Sarajewie

Prezydium jest odpowiedzialne m.in. za:
- prowadzenie polityki zagranicznej państwa,
- przyjmowanie i wysyłanie dyplomatów (spośród których nie więcej jak 2/3 może pochodzić z terytorium Federacji),
- reprezentowanie Bośni i Hercegowiny na arenie międzynarodowej,
- prowadzenie rokowań, negocjacji i za zgodą Zgromadzenia Parlamentarnego, ratyfikowanie umów międzynarodowych,
- wykonywanie decyzji parlamentu,
- proponowanie, na mocy propozycji Rady Ministrów, rocznego budżetu Zgromadzeniu Parlamentarnemu do przyjęcia,
- przedkładaniu parlamentowi rocznych zawiadomień o wydatkach Prezydium.

Od listopada 2014 w skład Prezydium wchodzą:
- Šefik Džaferović (Boszniak)
- Željko Komšić (Chorwat)
- Milorad Dodik (Serb).

## Zgromadzenie Parlamentarne
Zgromadzenie Parlamentarne (Parlamentarna skupština) składa się z dwóch izb:
- Izby Reprezentantów (bośn. Predstavnički dom, chorw. Zastupnički dom, serb. Представнички дом, Predstavnički dom) – zasiada w niej 42 członków, spośród których 2/3 pochodzi z terenów Federacji a 1/3 z terytorium Republiki Serbskiej. Członkowie Izby Reprezentantów wybierani są w wyborach powszechnych i bezpośrednich na mocy ordynacji wyborczych przyjmowanych przez zgromadzenia parlamentarne poszczególnych federacji. Kworum w tej izbie parlamentu stanowi większość jego ustawowej liczby członków.

- Izby Narodów (bośn. i chorw. Dom naroda, serb. Дом народа, Dom naroda) – zasiada w niej 15 delegatów, 2/3 spośród nich pochodzi z Federacji Bośni i Hercegowiny (pięciu Chorwatów i pięciu Boszniaków), a 1/3 z Republiki Serbskiej (pięciu Serbów). Delegaci ci są desygnowani przez zgromadzenia parlamentarne poszczególnych federacji. Kworum stanowi dziewięciu członków izby. W skład tej liczby musi wchodzić co najmniej trzech Boszniaków, trzech Chorwatów i trzech Serbów.

Obydwie izby wybierają za pomocą większości zwykłej jednego Serba, Boszniaka i Chorwata spośród swoich członków, którzy to rotacyjnie obejmują stanowisko przewodniczącego i wiceprzewodniczącego izby. Uchwalenie jakichkolwiek aktów prawnych przez parlament wymagają zgody obu izb. Tak więc system w Bośni i Hercegowinie można nazwać bikameralizmem symetrycznym.
Wszelkie decyzje w obu izbach podejmowane są za pomocą większości głosów. Na większość składać się musi jednak przynajmniej 1/3 głosów delegatów wybranych na terytorium każdej z federacji. W przypadku uzyskania większości ogólnej, bez większości cząstkowych następuje drugie głosowanie (natychmiast po pierwszym głosowaniu bądź po zebraniu się członków Komisji, w skład której wchodzą przedstawiciele każdej z grup etnicznych), w którym oprócz zwykłej większości wystarczający jest sprzeciw nie więcej niż 2/3 delegatów pochodzących z każdej ze składowych Bośni i Hercegowiny, aby przyjąć dany punkt obrad. Pierwsze głosowanie w Izbie Reprezentantów wymaga więc zgody 10 posłów z Federacji BiH oraz 5 z Republiki Serbskiej, a drugie sprzeciwu nie większego niż 18 posłów Federacji BiH oraz 9 Republiki Serbskiej. Analogicznie w Izbie Narodów, pierwsze głosowanie wymaga zgody 4 przedstawicieli Federacji BiH oraz 2 Republiki Serbskiej, natomiast drugie sprzeciwu nie większego niż 6 przedstawicieli Federacji BiH i 3 Republiki Serbskiej.
Jeżeli decyzja zostanie uznana za niszczącą dla życiowych interesów Boszniaków, Chorwatów lub Serbów poprzez zagłosowanie za uznaniem jej za taką przez większość członków parlamentów którejś z tych narodowości, to jest ona wówczas obiektem prac Komisji Wspólnej w skład której wchodzi po trzech przedstawicieli każdej z narodowości. Jeżeli prace Komisji w ciągu 5 dni nie przyniosą efektów, wówczas akt prawny zostaje rozpatrzony przez Sąd Konstytucyjny.
Izba Narodów może zostać rozwiązana przez Prezydium, albo przez samą siebie, na mocy uchwały wspartej większością przynajmniej dwóch z trzech narodowości w izbie.
Główne zadania Zgromadzenia Parlamentarnego:
- wydawanie aktów legislacyjnych wprowadzających w życie decyzje prezydencji lub własnych,
- decydowanie o działalności instytucji wewnętrznych państwa lub wypełnianiu zobowiązań międzynarodowych państwa,
- przyjmuje budżet,
- powołuje premiera nominowanego przez Prezydium,
- decyduje o ratyfikacji umów międzynarodowych,
- realizowanie zobowiązań powstałych na mocy porozumień zawartych pomiędzy poszczególnymi podmiotami federacji.

## Rada Ministrów
Prezydium nominuje Prezesa Rady Ministrów, który obejmuje urząd Premiera Bośni i Hercegowiny po zaaprobowaniu jego rządu przez Izbę Reprezentantów. Premier ma obowiązek wyznaczenia ministra spraw zagranicznych i ministra handlu zagranicznego oraz pozostałych ministrów, po udzieleniu im poparcia przez Izbę Reprezentantów. Spośród 10 członków rządu (9 ministrów z premierem) maksymalnie 6 może pochodzić z Federacji BiH, a dwaj wicepremierzy muszą należeć do innych grup etnicznych niż premier. Rada Ministrów ma obowiązek rezygnacji w przypadku udzielenia jej wotum nieufności przez Zgromadzenie Parlamentarne.
Obecnie w skład Rady Ministrów wchodzi Premier Zoran Tegeltija oraz ministrowie: Spraw Zagranicznych, Skarbu i Finansów, Bezpieczeństwa, Sprawiedliwości, Handlu Zagranicznego i Relacji Gospodarczych, Komunikacji i Transportu, Praw Człowieka i Uchodźców, Spraw Wewnętrznych oraz Obrony.

## Sąd Konstytucyjny
Organ ten składa się z 9 członków. 4 pochodzi z nominacji Izby Reprezentantów Federacji, a dwóch desygnuje Zgromadzenie Republiki Serbskiej. Pozostałych 3 sędziów nominuje prezes Europejskiego Trybunału Praw Człowieka w porozumieniu z prezydencją. Kadencja członków Sądu wynosi 5 lat.
Sąd Konstytucyjny stoi na straży konstytucji, rozstrzyga spory pomiędzy podmiotami federacji, jest organem odwoławczym od decyzji sądów wszelkiego typu, bada zgodność ustaw i aktów prawnych niższego rzędu z konstytucją, Europejską Konwencją Praw Człowieka i Podstawowych Wolności oraz z protokołami do niej.
Decyzje Sądu są ostateczne (nie ma instytucji odwoławczej) i nieodwołalne (niemożliwa jest rewizja wyroku).
Władzę sądowniczą uzupełnia Sąd Bośni i Hercegowiny (boś., chor. Sud Bosne i Hercegovine, serb. Суд Босне и Херцеговине) z trzema wydziałami – Administracyjnym, Apelacyjnym i Kryminalnym. Na szczeblu federacyjnym funkcjonują ponadto Sądy Najwyższe, a także sądy na poziomie kantonów i gmin.

## Władza na szczeblu federacyjnym i kantonalnym

### Federacja Bośni i Hercegowiny
Federację Bośni i Hercegowiny reprezentuje Prezydent (Predsjednik Federacije Bosne i Hercegovine), którego wraz z dwoma wiceprezydentami (przedstawiciele dwóch pozostałych grup etnicznych) zatwierdzają większością głosów obie izby Parlamentu Federacji (Parlament Federacije Bosne i Hercegovine).
W jego skład wchodzą:
- Izba Reprezentantów Federacji Bośni i Hercegowiny (bośn. Predstavnički dom Parlamenta Federacije Bosne i Hercegovine, chorw. Zastupnički dom Parlamenta Federacije Bosne i Hercegovine, serb. Представнички дом Парламента Федерације Босне и Херцеговине, Predstavnički dom Parlamenta Federacije Bosne i Hercegovine) – zasiada w niej 98 delegatów wybieranych w powszechnym głosowaniu.
- Izba Narodów Federacji Bośni i Hercegowiny (bośn. i chorw. Dom naroda Parlamenta Federacije Bosne i Hercegovine, serb. Дом народа Парламента Федерације Босне и Херцеговине, Dom naroda Parlamenta Federacije Bosne i Hercegovine) – zasiada w niej 58 przedstawicieli, których wyznaczają poszczególne kantony, z zachowaniem proporcji, zgodnie z którą w Izbie zasiada po 17 reprezentantów głównych grup etnicznych oraz 7 przedstawicieli mniejszości.

Władza wykonawcza w Federacji należy do Rządu (Vlada Federacije Bosne i Hercegovine) z Premierem i 16 ministrami (8 Boszniaków, 5 Chorwatów i 3 Serbów), którego nominuje Prezydent i zatwierdza Izba Reprezentantów.
Ponadto, na czele każdego z 10 kantonów wchodzących w skład Federacji Bośni i Hercegowiny stoi premier wraz z rządem, a władzę ustawodawczą reprezentuje Zgromadzenie (Skupština Kantona/Skupština Županije), którego liczba przedstawicieli odpowiada wielkości kantonu pod względem zaludnienia:
- Kanton uńsko-sański – 30
- Kanton posawski – 21
- Kanton tuzlański – 35
- Kanton zenicko-dobojski – 35
- Kanton bośniacko-podriński – 25
- Kanton środkowobośniacki – 30
- Kanton hercegowińsko-neretwiański – 30
- Kanton zachodniohercegowiński – 23
- Kanton sarajewski – 35
- Kanton dziesiąty – 25

### Republika Serbska
Na terenie Republiki Serbskiej podczas powszechnych wyborów wybierany jest Prezydent Republiki (Predsednik Republike Srpske) oraz dwaj wiceprezydenci - Boszniak i Chorwat, którzy uzyskali najwięcej głosów.
Władza ustawodawcza należy do jednoizbowego parlamentu – Zgromadzenia Narodowego Republiki Serbskiej (Narodna skupština Republike Srpske), w którym zasiada 83 posłów, natomiast władza wykonawcza – do Rządu (Vlada Republike Srpske) z Premierem, wicepremierami reprezentującymi pozostałe grupy etniczne i 16 ministrami. Nominuje ich Prezydent Republiki, a zatwierdza Zgromadzenie Narodowe. Funkcję doradczą pełni Senat (Senat Republike Srpske) z 55 członkami desygnowanymi przez Prezydenta.

## System partyjny
W Bośni i Hercegowinie system partyjny jest mocno sfragmentaryzowany, z powodu wieloetniczności, tak naprawdę żadna partia polityczna nie ma szans na samodzielne objęcie władzy, musi więc tworzyć koalicje innymi ugrupowaniami. Każda z głównych narodowości zamieszkujących państwo ma jednak swoją główną partie polityczną, która cieszy się poparciem większości obywateli danej narodowości.
Partie wieloetniczne:
- Partia Bośniacka (Bosanska stranka)
- Front Demokratyczny (Demokratska fronta)
- Obywatelska Partia Demokratyczna (Građanska demokratska stranka)
- Partia Liberalno-Demokratyczna (Liberalna demokratska stranka)
- Partia dla Bośni i Hercegowiny (Stranka za Bosnu i Hercegovinu)
- Ludowa Partia Bośni i Hercegowiny (Stranka penzionera/umirovljenika BiH)
- Socjaldemokratyczna Partia Bośni i Hercegowiny (Socijaldemokratska partija Bosne i Hercegovine)

Partie Boszniaków:
- Bośniacko-hercegowińska Partia Patriotyczna (Bosanskohercegovačka Patriotska Stranka)
- Demokratyczna Wspólnota Narodowa (Demokratska Narodna Zajednica)
- Partia Akcji Demokratycznej (Stranka Demokratske Akcije)

Partie Serbów:
- Demokratyczna Partia Republiki Serbskiej (Demokratska stranka RS)
- Demokratyczny Sojusz Narodowy (Demokratski narodni savez)
- Partia Demokratycznego Postępu (Partija demokratskog progresa RS)
- Sojusz Niezależnych Socjaldemokratów (Savez nezavisnih socijaldemokrata)
- Ludowa Partia Republiki Serbskiej (Penzionerska stranka Republike Srpske)
- Serbska Partia Demokratyczna (Srpska demokratska stranka)
- Serbski Sojusz Ludowy Republiki Serbskiej (Srpski narodni savez RS)
- Serbska Radykalna Partia Republiki Serbskiej (Srpska radikalna stranka RS)
- Socjalistyczna Partia Republiki Serbskiej (Socijalistička partija Republike Srpske)
- Liga Ludowego Odrodzenia (Savez narodnog preporoda)

Partie Chorwatów:
- Chrześcijańscy Demokraci (Demokršćani)
- Chorwacka Unia Chrześcijańsko-Demokratyczna (Hrvatska kršćanska demokratska unija)
- Chorwacka Wspólnota Demokratyczna Bośni i Hercegowiny (Hrvatska demokratska zajednica)
- Chorwacka Partia Praw (Hrvatska stranka prava)
- Chorwacka Partia Ludowa (Hrvatska seljačka stranka)
- Chorwacji Blok Prawicy (Hrvatski pravaški blok)
- Blok Ekonomiczny (Ekonomski blok HDU - Za boljitak)
- Nowa Chorwacka Inicjatywa (Nova hrvatska inicijativa)

## Wysoki Przedstawiciel ONZ dla Bośni i Hercegowiny
Biuro Wysokiego Przedstawiciela w Bośni i Hercegowinie (OHR, Office of the High Representative in Bosnia and Herzegovina) zostało utworzone w 1995, zaraz po zawarciu porozumienia w Dayton. Jego głównym celem jest nadzorowanie i kontrola implementacji cywilnych ustaleń z Dayton. Wysoki Przedstawiciel i Biuro Wysokiego Przedstawiciela reprezentują społeczność międzynarodową oraz ONZ. Wysoki Przedstawiciel ONZ może korzystać z tzw. "uprawnień bońskich", które w 1997 roku dodano do zapisów porozumienia z Dayton. Dzięki nim ma on uprawnienia do odwoływania ze stanowisk polityków z obydwu części federacji, których postawa mogłaby utrudniać wdrażanie w kraju procesu pokojowego. Wysoki Przedstawiciel jest jednocześnie Specjalnym Przedstawicielem Unii Europejskiej. 27 lutego 2007 mandat Wysokiego Przedstawiciela przedłużono o rok, do 30 czerwca 2008. W lutym 2008 roku postanowiono, że mandat zostanie przedłużony na czas nieokreślony. 